# Мбанді а Нгола
Мбанді аНгола (*д/н — 1617) — 5-й нгола (володар) незалежної держави Ндонго в 1592—1617 роках.

## Життєпис
Син Кілундже кваНдамбі. 1592 року посів трон. В цей час держава перебувала у стані війни з португальцями та племенем імбангала. Застосовував різні заходи для припинення тривалого конфлікту, що послабив людські, військові та економічні ресурси Ндонго. Лише 1599 року вдалося укласти мирну угоду з Португалією.
Втім до самого кінця свого панування вимушений був протидіяти зазіханням португальців, які зуміли захопити узбережжя та просунутися вглиб Ндонго уздовж річки Кванзи, де 1602 року було засновано президію Камбамбе. У 1615 році Бенто Банья Кардосо, тимчасовий губернатор Луанди, за допомогою імбангали розширив володіння вздовж річки Лукала, на північ від Ндонго. 
1617 року португальський губернатор Луїш Мендіш де Вашконселуш вдерся до Ндонго, захопивши та сплюндрувавши його столицю. Мбанді аНгола сховався на острові Кіндонга на річці Кванза. Помер або загинув згодом. Трон спадкував його син Нгола Мбанді.